# انتخابات سلطنتی در لهستان

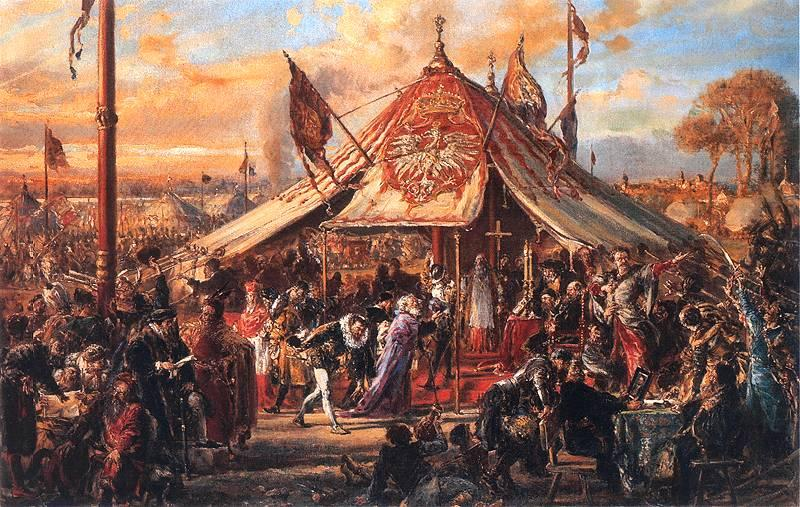
انتخاب آنری سوم در سال ۱۵۷۳ میلادی. نقاشی اثر یان ماتیکو در سال ۱۸۸۹ میلادی

انتخابات سلطنتی در لهستان شکلی از انتخابات بود که در آن یک فرد و نه یک خاندان به عنوان شاهی انتخاب می‌شد. این سنت از زمان تأسیس کشور لهستان وجود داشت و در زمان دودمان پیاست و دودمان یاگیلون تقویت شد و در زمان مشترک‌المنافع لهستان–لیتوانی هم ادامه داشت. این شکل از انتخاب شاه براساس قانون اساسی ۳ مه ۱۷۹۱ لغو شد و نظام پادشاهی مشروطه جایگزین آن شد.

## تاریخچه

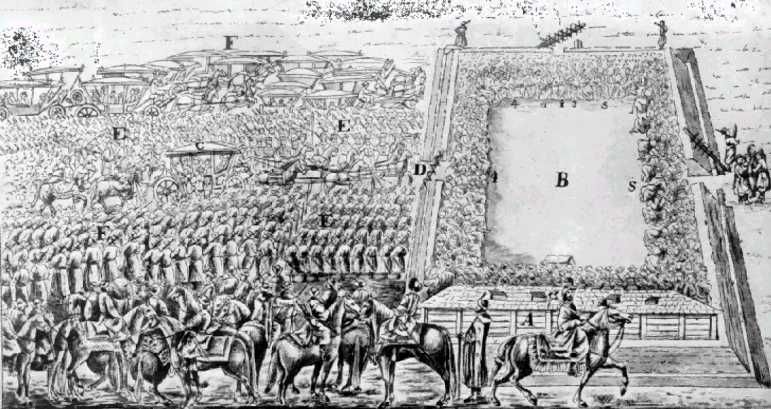
انتخاب میخال کوربوت ویشنویسکی به عنوان پادشاه لهستان در وولا، بیرون از ورشو. سال ۱۶۶۹ میلادی.

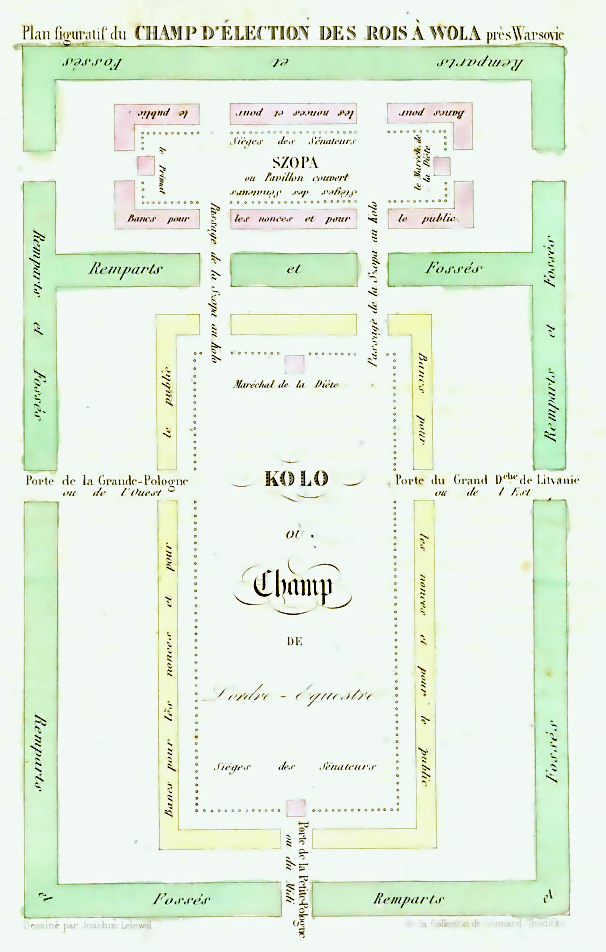
طرح اردوی انتخاب پادشاهان لهستان در وولا.

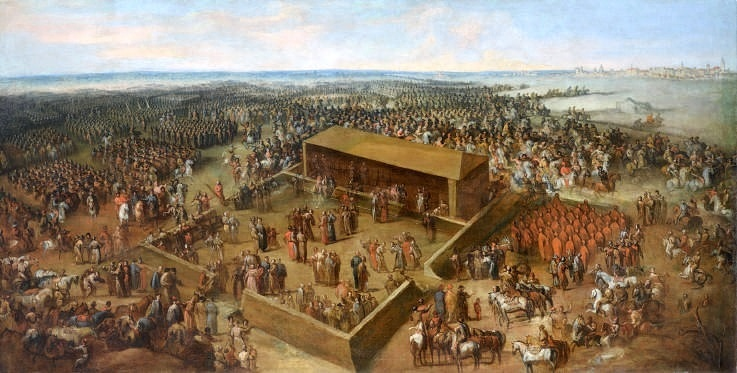
انتخاب آگوست دوم لهستان در وولا(۱۶۹۷ میلادی). نقاشی اثر یان پیوتر نوربلین.

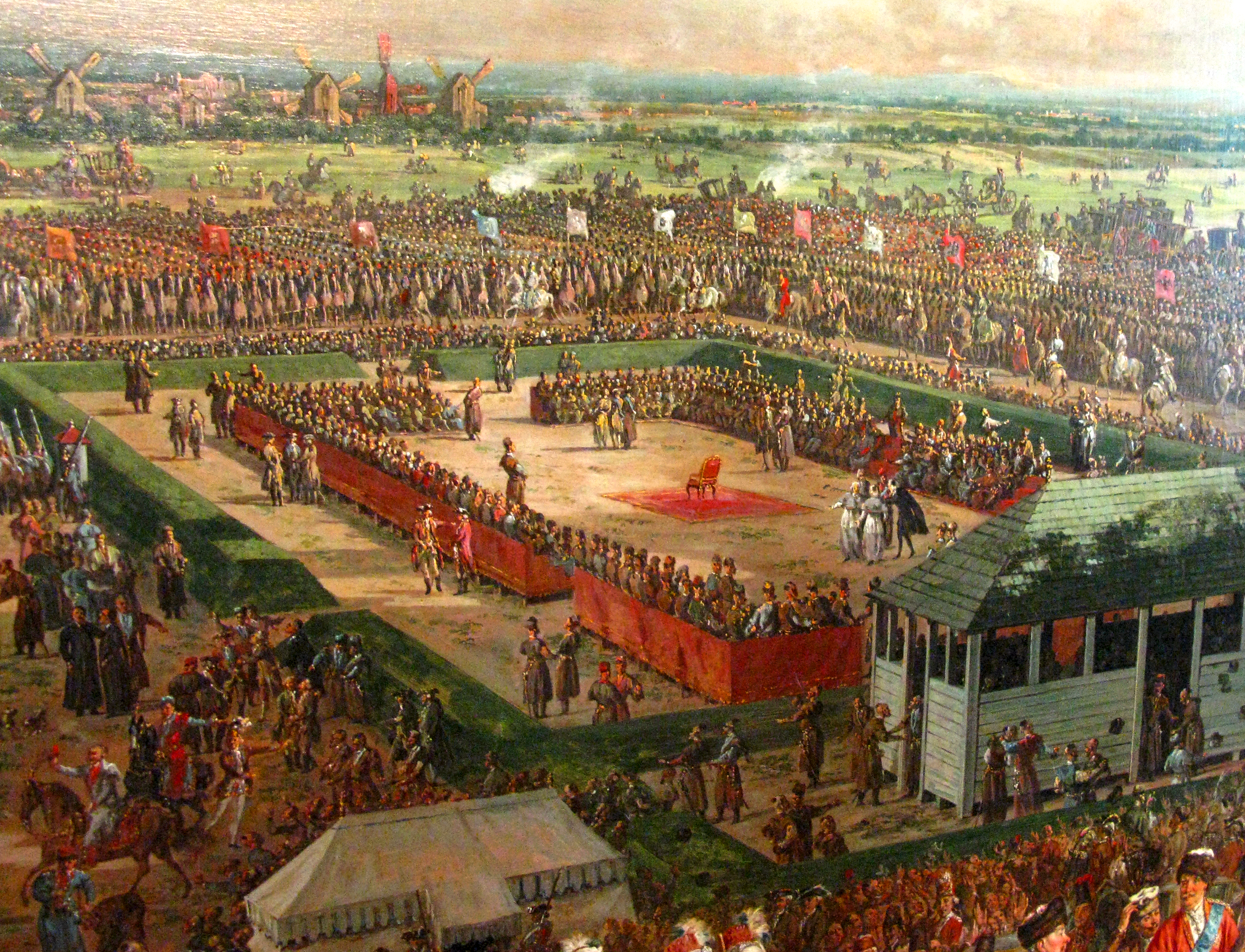
انتخاب استانیسواو آگوست پونیاتوفسکی در سال ۱۷۶۴.

سنت انتخاب شاه در مواردی که وارثی برای تاج وجود نداشت یا جهت تأیید وارث از همان ابتدا در لهستان وجود داشت. افسانه‌های لهستانی از قرن ۹ میلادی اشاره دارند که برای انتخاب پیاست چرخ‌ساز و پسرش شموویت به شاهی انتخابات برگزار شد هرچند که منابع معتبری از آن دوره در دست نیست و نمی‌توان فهمید که این انتخابات‌ها واقعی بودند یا صرفاً به صورت نمادین برگزار شدند. انتخابات در گردهمایی به نام ویتس برگزار می‌شد و حق انتخاب صرفاً برای تعداد محدودی از اشراف و مقامات لهستان برقرار بود که به شدت تحت تأثیر سنت‌های محلی و قدرت حاکم قرار داشت.
در نقاط مختلف لهستان این سنت انتخابی به شکل‌های مختلفی اجرا می‌شد. در دوک‌نشین موزاویا نظام انتخابات وجود نداشت و نظام ارشدیت حاکم بود. اما در ناحیه ارشد نظام انتخاباتی وجود داشت و بسیار پراهمیت بود. در نواحی دیگر لهستان هم شکل‌های دیگری از انتخاب جانشین وجود داشت. در قرون ۱۲ و ۱۳ میلادی نظام ویتس حق انتخاب را به نخبگان و اشراف پرقدرت محدود نمود. گردهمایی ویتس در سال ۱۳۰۶ و ۱۳۱۰ را می‌توان پیش‌زمینه سیم پادشاهی لهستان (مجلس) دانست.
وجود این نظام انتخاباتی موجب تقویت قدرت رای‌دهندگان (اشراف) می‌شد زیرا رقبا برای به دست آوردن رای این نخبگان وعده‌های گوناگونی به ایشان می‌دادند که در صورت انتخاب به آن متعهد بودند. واتسلاو دوم بوهم نخستین کسی بود که امتیازاتی را به نخبگانی که به او رای دادند در سال ۱۲۹۱ اعطا کرد. البته در دوران خاندان پیاست رای‌دهندگان مطابق با نسب موروثی به فرد رای می‌دادند تا به شاهی برسد. این خاندان با مرگ کاژیمیش کبیر که بدون پسر بود در سال ۱۳۷۰ میلادی پایان یافت.
در نقطه عطفی برای نظام انتخابات آزاد، برادرزاده کاژیمیش به نام لایوش یکم پس از توافقی میان او، کاژیمیش و اشراف لهستان (امتیاز بودا) به شاهی رسید. لایوش هم پسری نداشت و پس از او یکبار دیگر مشکل انتخاب شاه سربرآورد. در تلاش برای به قدرت رسیدن دخترش، لایوش در سال ۱۳۷۴ امتیاز کوشیتسه را به اشراف لهستان داد.
انتخاب بعدی شاه لهستان در سال ۱۳۸۶ میلادی و با انتخاب یوگایوا دوک بزرگ لیتوانی انجام شد. رای‌دهندگان یوگایوا را انتخاب نمودند و او با یادویگا لهستان دختر لایوش ازدواج نمود اما تضمینی برای ادامه شاهی در خاندانش وجود نداشت. بدین منظور یوگایوا مجبور شد تا امتیازاتی را به اشراف بدهد تا مطمئن شود پس از مرگش یکی از پسران او به شاهی برگزیده می‌شوند. از آن پس و در طول دو قرن حکومت دودمان یاگیلون به مانند آنچه که در زمان دودمان پیاست رخ می‌داد بیش از اینکه انتخابی در میان باشد، صرفاً نخبگان شاه را تأیید می‌کردند. بدین صورت که شورای سلطنتی نامزدهای شاهی را انتخاب می‌کرد و نمایندگان اشراف و شهرها رای می‌دادند.
نظام شاهی آن زمان لهستان را می‌توان سلطنت موروثی با مجلس انتخاباتی توصیف کرد. یکی از دلایل این شکل از انتخابات که عملاً به تأیید شاه موروثی منجر می‌شد تمایل پاره‌ای از اشراف لهستان به حفظ اتحاد با دوک‌نشین بزرگ لیتوانی بود؛ زیرا در این دوک‌نشین نظام موروثی غیرانتخابی حاکم بود و در صورت انتخاب شخصی خارج از نظام موروثی در لهستان، اتحاد بین این دو بخش از میان می‌رفت. با این وجود، حفظ نظام انتخاباتی و تظاهر به تعیین شاه از طریق انتخابات برای اشراف لهستان مهم بود و هنگامی که در سال ۱۵۳۰ میلادی سیگیسمونت یکم پیر تلاش کرد تاج و تخت موروثی را برای پسر ۱۰ ساله خود تضمین نماید یک بحران سیاسی در لهستان رخ داد. نهایتاً مجلس لهستان حکم داد که می‌توان در زمان حیات پادشاه هم جانشین او را انتخاب کرد.
خاندان یاگیلون در سال ۵۷۲ میلادی با مرگ سیگیسموند دوم آگوستوس که بدون وارث بود پایان یافت. در دوران فترت اشراف و بزرگان لهستان تصمیم گرفتند تا پادشاه بعدی را از طریق انتخاباتی آزاد برگزینند. به ابتکار اشراف جنوب لهستان و حمایت یان زامویسکی هر شلختا مرد حق رای داشت و هر اشراف‌زاده کاتولیکی می‌توانست در انتخابات نامزد شود. هرچند که در عمل تنها خاندان‌های بزرگ یا اشراف خارجی که از حمایت دولت‌های دیگر برخوردار بودند شانسی برای انتخاب شدن داشتند. این شکل از انتخابات آزاد شیوه‌ای بود که براساس آن تا دو قرن بعد شاهان لهستان انتخاب شدند.
بی‌ثباتی سیاسی ناشی از این شکل انتخابات در سده‌های ۱۷ و ۱۸ بسیاری از اندیشمندان سیاسی را بر آن داشت تا اصلاحاتی را پیشنهاد نمایند که مهم‌ترین این پیشنهادها محدود کردن انتخاب به نامزدهای لهستانی بود. با این حال هیچ تغییری در شکل انتخابات صورت نگرفت تا آنکه قانون اساسی ۳ مه ۱۷۹۱ به صورت کامل روش سلطنت انتخاباتی را حذف کرد.

## شیوه برگزاری انتخاب شاه
سه مجلس ویژه روند برگزاری انتخابات را در دوران فترت انجام می‌دادند:
- مجلس گردهمایی (Sejm konwokacyjny) که متعاقب مرگ یا استعفا شاه تشکیل می‌شد.[۱۳] نمایندگان در این مجلس که حداقل دو هفته به طول می‌انجامید ضمن ارزیابی نامزدها، مقررات خاص و زمان برگزاری انتخابات را مشخص می‌نمودند.[۱۳][۱۴]
- مجلس انتخاب (Sejm elekcyjny) که در آن اشراف به نامزدها رای می‌دادند. تمامی اشراف حق شرکت در این مجلس را داشتند و تعدادی زیادی در این مجلس شرکت می‌نمودند.[۱۳][۱۵][۱۶] تعدادی شرکت کنندگان در این مجلس از ۱۰ تا ۱۰۰ هزار نفر تخمین زده می‌شود.[۱۷] فرایند رای‌گیری ممکن بود روزها به طول انجامد (برای مثال در سال ۱۵۷۳ رای‌گیری چهار روز طول کشید)[۱۷] کل این مجلس نیز شش هفته به دراز می‌کشید.[۱۴] با توجه به تعداد بالای شرکت کنندگان این مجلس در روستای وولا در نزدیکی ورشو برگزار می‌شد.[۱۳] حضور خود نامزدها در این مجلس ممنوع بود اما ایشان می‌توانستند نمایندگان خود را اعزام کنند.[۱۷] رای‌دهندگان پیش از حضور در این مجلس، در جای دیگری به نام سیمیک گرد می‌آمدند تا نظرات خود را بیان نمایند که در بیشتر مواقع این بحث‌های داغ منجر به دعوا و درگیری می‌شد.[۱۰] نورمن دیویس در اینباره می‌گوید: «هنگامی که در انتخابات سال ۱۷۶۴ میلادی فقط ۱۳ رای‌دهنده کشته شدند گفته می‌شد که انتخابات به طرز عجیبی آرام بود.»[۱۰]
- مجلس تاج‌گذاری (Sejm koronacyjny) که در کراکوف برگزار می‌شد و دو هفته به طول می‌انجامید.[۱۴] شاه منتخب در این دو هفته مراسم مختلفی مانند ایراد سوگند وفاداری به مواد هنری و مواد توافقنامه را ایراد می‌نمود.[۱۸] خود تاج‌گذاری در کلیسای جامع واول انجام می‌شد به جز دو استثنای استانیسلاو لیزینسکی و استانیسواو آگوست پونیاتوفسکی که در ورشو تاج‌گذاری نمودند.[۱۸]

## تأثیرات
انتخابات نقش مهمی را در محدود کردن قدرت پادشاه ایفا کرد که عامل مهمی در جهت جلوگیری از ظهور پادشاهی مطلقه در لهستان بود. برای مثال یکی از بخش‌های مواد توافقنامه حق انقلاب (رکوش) اشراف در صورتی که پادشاه به قوانین کشور پایبند نباشد را به رسمیت می‌شناخت.
انتخابات هرچند که در ظاهر یک رویه کاملاً دموکراتیک بود اما در عمل باعث ناکارآمدی و ضعف دولت لهستان شد. اینکه تمامی اشراف می‌توانستند در انتخابات شرکت کنند به معنی آن بود که اشراف ثروتمندتر می‌توانستند اراده قابل توجهی را به اشراف فقیرتر اعمال کنند و تأثیر زیادی بر انتخابات داشته باشند.
انتخابات همچنین به دخالت دولت‌های خارجی در امور داخلی لهستان دامن زد. در مواردی که اشراف به توافق نمی‌رسیدند ممکن بود هر نامزد خود را شاه اعلام نماید و جنگ داخلی آغاز شود که مهم‌ترین این جنگ‌ها جنگ جانشینی لهستان و جنگ جانشینی لهستان (۱۵۸۷–۱۵۸۸) بودند. در سال‌های آخرین پادشاهی لهستان، انتخابات سلطنتی منبع ناآرامی و بی‌ثباتی تلقی می‌شد.

## فهرست انتخاب‌شدگان
در مشترک‌المنافع لهستان–لیتوانی ده انتخابات برگزار شد که منجر به انتخاب ۱۱ شاه گشت.
| مجلس گردهمایی | مجلس انتخاب                                                    | مجلس تاج‌گذاری | شاه انتخاب‌شده                | نکات | دیگر نامزدها |
| ------------- | -------------------------------------------------------------- | ------------- | ---------------------------- | --- | --- |
| ژانویه ۱۵۷۳   | انتخابات سلطنتی سال ۱۵۷۳ میلادی در مشترک‌المنافع لهستان–لیتوانی | فوریه ۱۵۷۴    | آنری سوم                     | نخستین شاه مشترک‌المنافع لهستان–لیتوانی که بعداً برای رسیدن به پادشاهی فرانسه از مقام خود کناره گرفت.                                         | - ارنست، آرشیدوک اتریش - یوهان سوم - ایوان چهارم - فیودور یکم - آلفونسو دوم فرارا - ویلم روژنبرکا - یرژی یازوویتسکی - یان کوستکا - الگو:واوژنیت سوتسکی |
| اوت ۱۵۷۴      | انتخابات سلطنتی سال ۱۵۷۶ میلادی در مشترک‌المنافع لهستان–لیتوانی | مارس ۱۵۷۶     | ایشتوان باتوری               | همچنین مقرر شد شاهزاده ترانسیلوانیا با آنا یاگیلون ازدواج نماید. اختلافات بر سر انتخابات منجر به شورش دانزیگ شد.                            | - ماکسیمیلیان دوم، امپراتور مقدس روم - ارنست، آرشیدوک اتریش - فردیناند دوم، آرشیدوک اتریش - یوهان سوم - ایوان چهارم - فیودور یکم - آلفونسو دوم فرارا - آندری تانژینسکی - ویلم روژنبرکا |
| فوریه ۱۵۸۷    | انتخابات سلطنتی سال ۱۵۸۷ میلادی در مشترک‌المنافع لهستان–لیتوانی | دسامبر ۱۵۸۸   | زیگیسموند سوم                | زاده سوئد و فرزند کاترین یاگیلون بود. اختلافات انتخاباتی منجر به جنگ جانشینی لهستان (۱۵۸۷–۱۵۸۸) شد.                                         | - ماکسمیلیان سوم، آرشیدوک اتریش - فیودور یکم - فردیناند دوم، آرشیدوک اتریش - ماتیاس، امپراتور مقدس روم - ارنست، آرشیدوک اتریش |
| ژوئن ۱۶۳۲     | انتخابات سلطنتی سال ۱۶۳۲ میلادی در مشترک‌المنافع لهستان–لیتوانی | فوریه ۱۶۳۳    | ووادیسواف چهارم واسا         | پسر زیگیسموند سوم | - گوستاو دوم آدولف |
| ژوئیه ۱۶۴۸    | انتخابات سلطنتی سال ۱۶۴۸ میلادی در مشترک‌المنافع لهستان–لیتوانی | ژانویه ۱۶۴۹   | ژان دوم کازیمیر واسا         | پسر زیگسموند و برادر وودایسواف چهارم. استعفا داد.                                                                                           | - کارول فردیناند واسا |
| نوامبر ۱۶۶۸   | انتخابات سلطنتی سال ۱۶۶۹ میلادی در مشترک‌المنافع لهستان–لیتوانی | اکتبر ۱۶۶۹    | میخال کوربوت ویشنویسکی       | | - لوییس کونده - هنری ژول، شاهزاده کونده - فیلیپ ویلیام (پالاتاین) - چارلز پنجم، دوک لورین - الکسی یکم - تزارویچ الکسی الکسویچ - فیودور سوم - کریستینا، ملکه سوئد - فریدریش ویلهلم، انتخابگر براندنبورگ - عادل گرای - جیمز دوم، پادشاه انگلستان - دمیتری یژه ویشنویسکی - الکساند یانوش زاسواسکی - الکساندر پوناووسکی |
| ژانویه ۱۶۷۴   | انتخابات سلطنتی سال ۱۶۷۴ میلادی در مشترک‌المنافع لهستان–لیتوانی | فوریه ۱۶۷۶    | ژان سوم سوبیسکی              | | - لوییس کونده - فیلیپ ویلیام (پالاتاین) - چارلز پنجم، دوک لورین - شاهزاده جورج دانمارک - لوئیس توماس، کنت سوآسون - میشل اول آپافی |
| اوت ۱۶۹۶      | انتخابات سلطنتی سال ۱۶۹۷ میلادی در مشترک‌المنافع لهستان–لیتوانی | نوامبر ۱۶۹۷   | آگوست دوم لهستان             | طی جنگ بزرگ شمالی از سال ۱۷۰۴ تا ۱۷۰۹ استانیسلاو لیزینسکی به شاهی رسید اما انتخاب او به تنش منجر شد و جنگ داخلی لهستان (۱۷۰۶-۱۷۰۴) آغاز شد. | - فرانسوا لوئیس، شاهزاده کونتی - چارلز سوم فیلیپ، انتخاب‌گر پالاتاین - لئوپولد، دوک لورین - لودویگ ویلهلم، مارگراف بادن-بادن - یاکوب لودویگ سوبیسکی - ماکسیمیلیان دوم امانوئل - لیویو اودسکالچی |
| آوریل ۱۷۳۳    | انتخابات سلطنتی سال ۱۷۳۳ میلادی در مشترک‌المنافع لهستان–لیتوانی | ژانویه ۱۷۳۴   | استانیسلاو لیزینسکی          | اختلاف انتخاباتی منجر به جنگ جانشینی لهستان شد که آگوست سوم پیروز آن بود.                                                                   | - اینفانته مانوئل، کنت آورم |
| مه ۱۷۶۴       | انتخابات سلطنتی سال ۱۷۶۴ میلادی در مشترک‌المنافع لهستان–لیتوانی | دسامبر ۱۷۶۴   | استانیسواو آگوست پونیاتوفسکی | آخرین شاه مشترک‌المنافع لهستان–لیتوانی. استعفا داد.                                                                                          | - فردریک کریستین - آدام کاژیمیرز چارترفسکی - میخال کاژیمیرز اوگینسکی - یان کلمنس برانینسکی |